# Villa Adolf Neumann

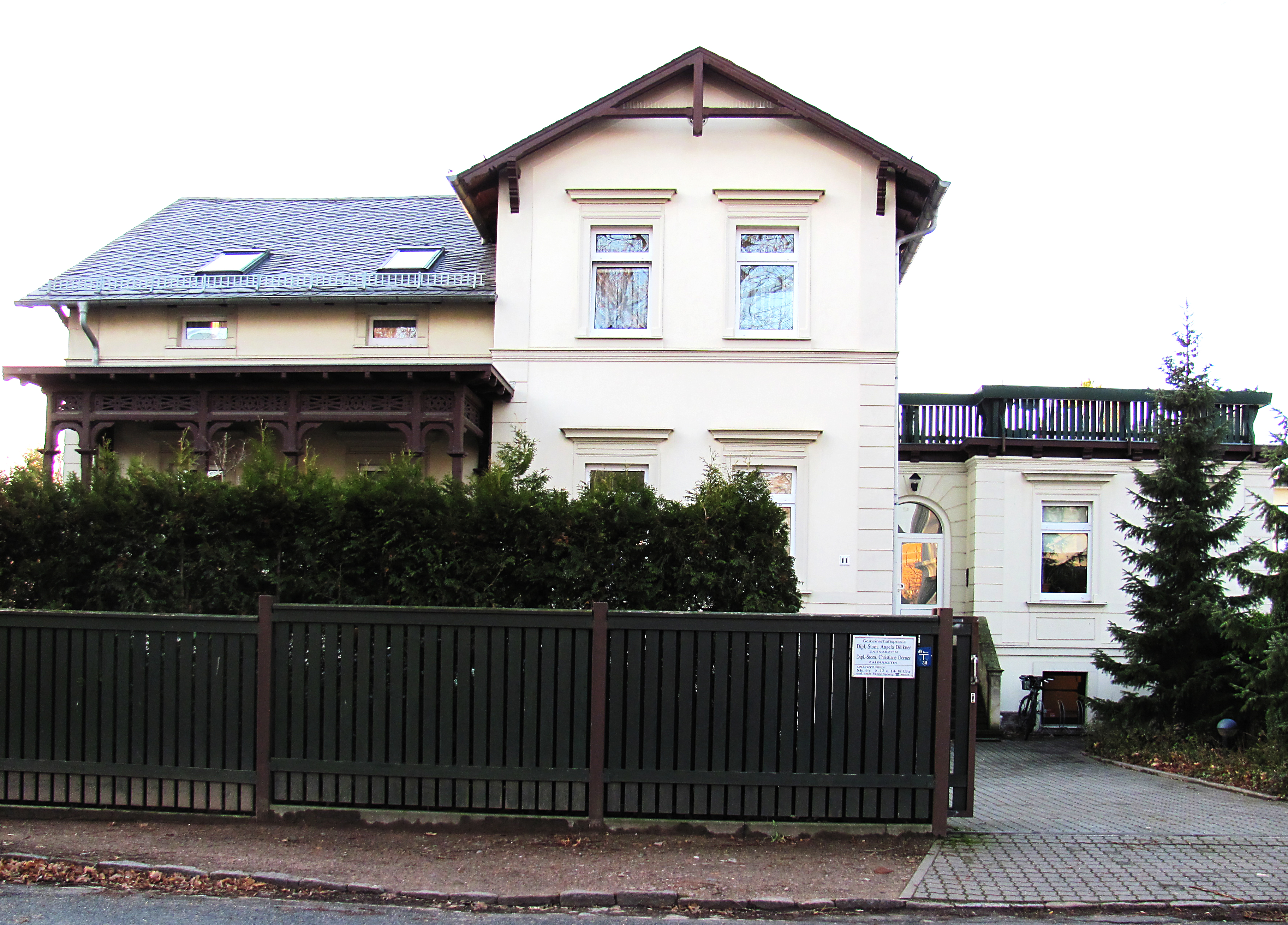
Villa Adolf Neumann. Rechts schließt sich der ehemalige Bauhof an.

Die Villa Adolf Neumann liegt in der Wilhelm-Busch-Straße 11 im Stadtteil Niederlößnitz der sächsischen Stadt Radebeul. Sie wurde 1888 durch den Architekten und Baumeister Adolf Neumann (1852–1920) errichtet, der auf dem rechts, also nördlich, gelegenen Areal seinen Bauhof betrieb.

## Beschreibung

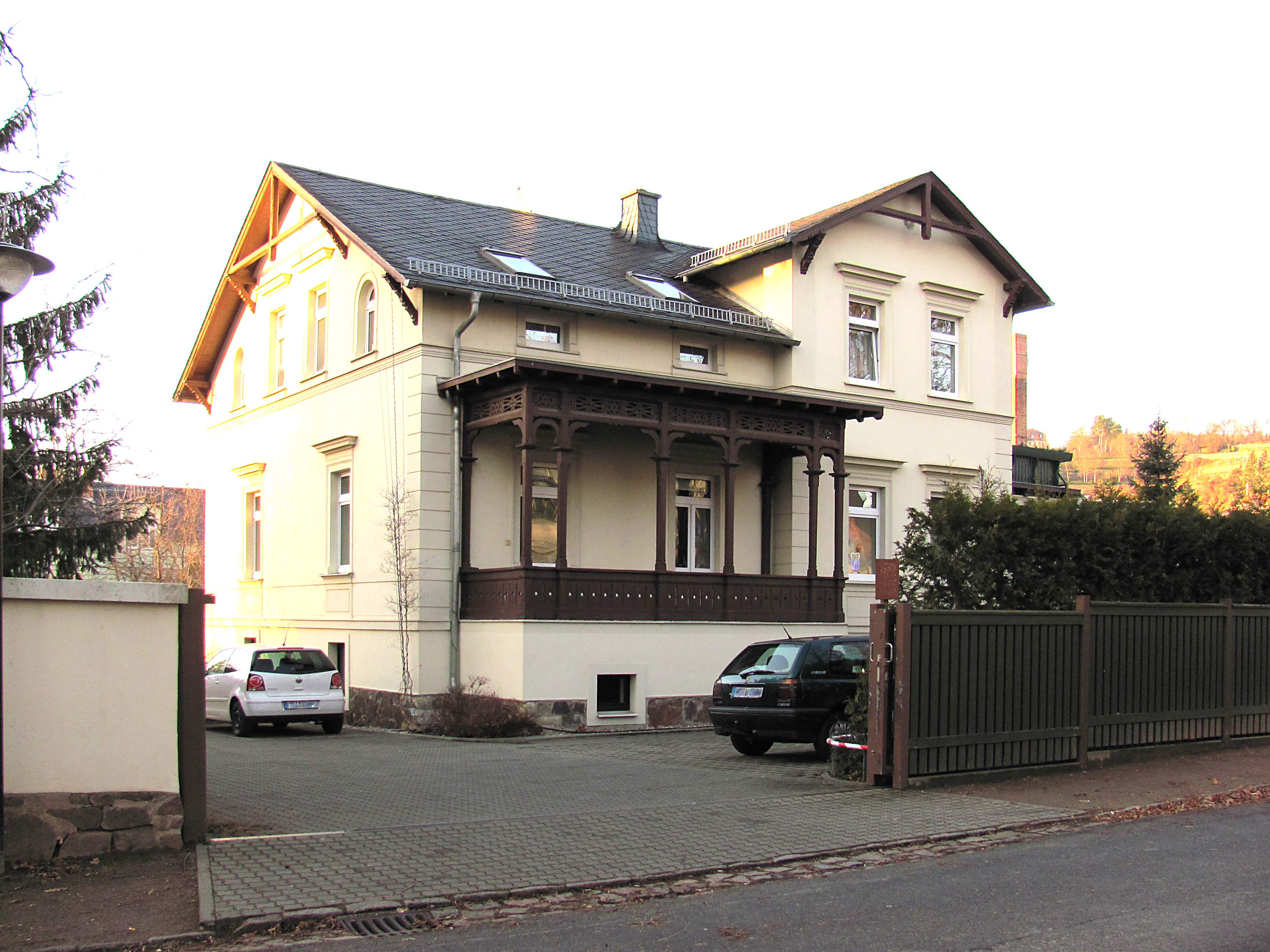
Villa Adolf Neumann

Die anderthalbgeschossige, unter Denkmalschutz stehende landhausartige Villa hat einen Drempel sowie ein Satteldach. Sie steht traufständig zur Straße; auf der rechten Seite befindet sich ein zweigeschossiger Querflügel mit einem Sparrengiebel, der zur Straße hin nur risalitartig vortritt, während er auf der Gebäuderückseite einen längeren Anbau darstellt. Links vor der Rücklage der Straßenansicht steht eine offene Holzveranda.
Der Eingang befindet sich, zur Straße hin mit einer rundbogigen Tür versehen, in einem Vorbau, der sich oberhalb einer Freitreppe auf der rechten Seitenansicht anschließt. An diesen Eingangsvorbau schließt sich auf der rechten Seite ein etwa quadratischer, eingeschossiger Anbau an. Oben auf dem Vorbau sowie dem Anbau befindet sich ein Austritt, durch ein Holzgitter geschützt. Auf dem Anbau befand sich ehemals eine Pergola.
Auf der Rückseite des Gebäudes befindet sich ein anderthalbgeschossiger Wirtschaftsflügel mit einem Flachdach.
Die Gebäudefassaden sind durch Gesimse gegliedert und werden durch Ecklisenen eingefasst. Die Fenster sind von Sandsteingewänden umgeben und werden durch horizontale Verdachungen geschützt. Die Dachflächen sind mit Dachschiefer gedeckt.

## Geschichte

Kötzschenbroda und Niederlößnitz: In der Bildmitte liegt die Villa Adolf Neumanns, nach links unten schließt der Bauhof an.

Am 31. Januar 1888 stellte Neumann den Bauantrag für das Gebäude, dessen Genehmigung er als Entwurfsverfasser, Bauherr und gleichzeitig Bauunternehmer bereits zwei Wochen später am 14. Februar erhielt. Im September 1895 setzte Neumann auf der rechten Seite einen etwa quadratischen Anbau an den Eingangsvorbau. Unter der Adresse Carolastraße 11 wohnte Neumann, auch betrieb er dort sein Baugeschäft. Auf der großen Fläche rechts des Gebäudes befand sich sein Bauhof.
Sein Unternehmen wurde am selben Ort ab dem 5. November 1908 vom Baumeister Felix Sommer (1878–1934), der bereits ab etwa 1902 als Mitarbeiter für Neumann arbeitete und später gegenüber in der Nr. 16 baute, als Adolf Neumann Nachf. fortgeführt. Die Adresse lautete ab 1924 Admiral-Scheer-Straße 11.
Heute wird das Haus als Wohnhaus und für eine Praxis genutzt, während der Bauhof (Nr. 11a) durch ein Dachdeckerunternehmen genutzt wird.